# Queen Mary's Peak
Queen Mary's Peak (2062 m n. m.) je štítová sopka na ostrově Tristan da Cunha v jižním Atlantiku. Nachází se na území britského zámořského teritoria Svatá Helena, Ascension a Tristan da Cunha. Sopka zabírá prakticky celý ostrov. Její aktivita není omezena jen na hlavní kráter, ale projevuje se i v mnoha parazitických kráterech v okolí. Jediná doložená erupce se odehrála na severních svazích sopky v období od 10. října 1961 do 15. března 1962 a vyžádala si evakuaci obyvatel ostrova. Jedná se o nejvyšší horu celého teritoria a též nejvyšší horu na trvale obývaném území pod britskou vládou (vyšší jsou pouze hory v Britském antarktickém území a na Jižní Georgii, ale ani jedno z těchto teritorií nemá trvalé obyvatele).